# Mosorovići
Mosorovići (cyr. Мосоровићи) – wieś w Bośni i Hercegowinie, w Republice Serbskiej, w gminie Kalinovik. W 2013 roku liczyła 27 mieszkańców.